# Raïon de Stoline
Le raïon de Stoline (en biélorusse : Столінскі раён, Stolinski raïon ; en russe : Столинский район, Stolinski raïon) est une subdivision de la voblast de Brest, en Biélorussie. Son centre administratif est la ville de Stoline.

## Géographie
Le raïon couvre une superficie de 3 342,06 km2, dans le sud de la voblast. Le raïon de Stoline est limité au nord par le raïon de Louninets, à l'est par la voblast de Homiel (raïon de Jytkavitchy et raïon de Leltchytsy, au sud par l'Ukraine (oblast de Rivne) et à l'ouest par le raïon de Pinsk.

## Histoire
Le raïon de Stoline fut établi le 15 janvier 1940 comme subdivision de la nouvelle voblast de Pinsk, créée le 4 décembre 1939 sur le territoire de la partie orientale de la Pologne, annexée par l'Union soviétique. Après la suppression de la voblast de Pinsk, en 1954, il fut rattaché à la voblast de Brest.

## Population

### Démographie
Les résultats des recensements (*) montrent une diminution de la population du raïon depuis les années 1970, qui s'est accélérée au cours des premières années du XXIe siècle.
| 1959*  | 1970*   | 1979*  | 1989*  | 1999*  | 2009*  |
| ------ | ------- | ------ | ------ | ------ | ------ |
| 99 121 | 102 184 | 98 905 | 91 291 | 89 026 | 80 695 |

### Nationalités
Selon les résultats du recensement de 2009, la population du raïon se composait presque exclusivement de Biélorusses :
- 97,28 % de Biélorusses ;
- 1,15 % de Russes.

### Langues
En 2009, la langue maternelle était le biélorusse pour 88,2 % des habitants du raïon de Stoline et le russe pour 14,7 %. Le biélorusse était parlé à la maison par 67,4 % de la population et le russe par 24,1 %.